# Künsebeck

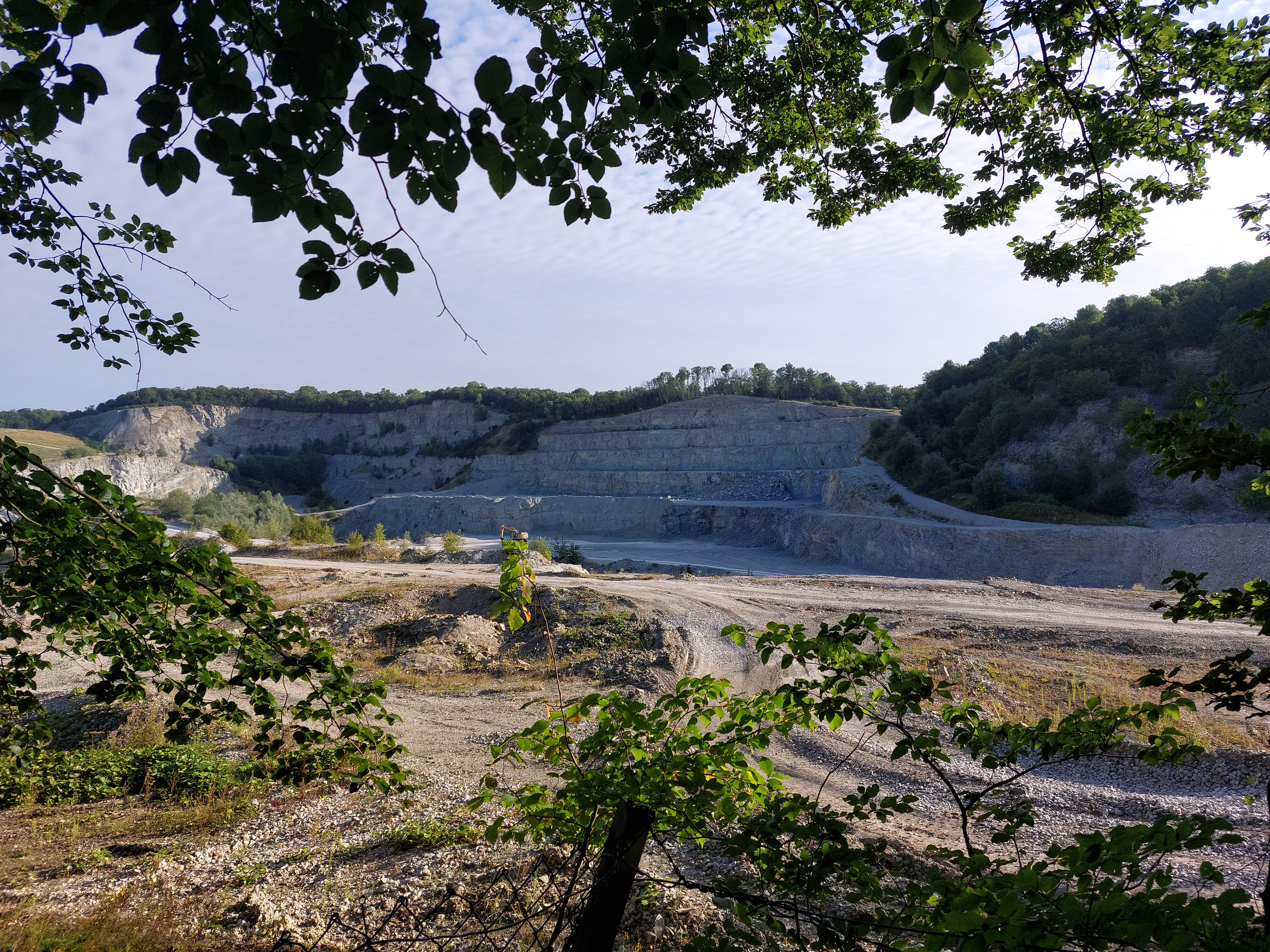
Steinbruch in Künsebeck

Künsebeck ist ein Ortsteil der Stadt Halle (Westf.) im Kreis Gütersloh, Nordrhein-Westfalen. Künsebeck ist nach dem Stadtbezirk der größte Ortsteil von Halle. In erster Linie dient der Ort als Wohn- und Gewerbegebiet der Stadt, auch industrielle Unternehmen haben sich angesiedelt.

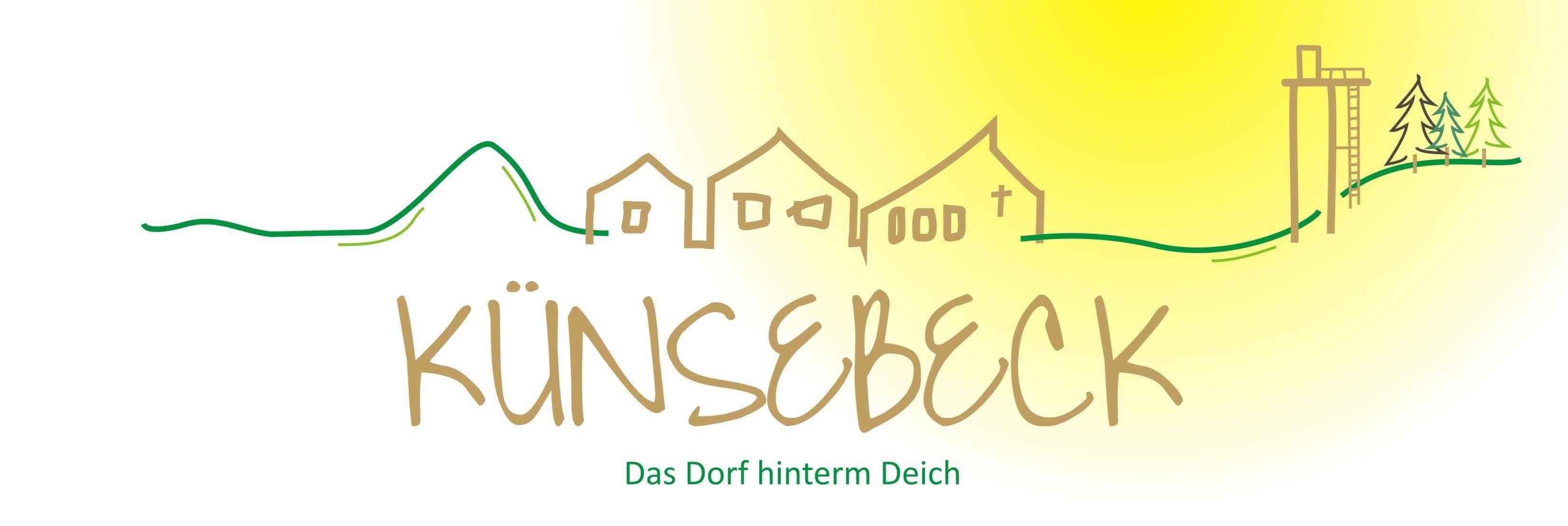
Künsebeck Skyline

## Geschichte
Künsebeck findet 1329 erstmals Erwähnung. Kunsebecke bedeutet so viel wie „ein Bach, der tönt oder murmelt“. Hier entspringt der Künsebecker Bach, welcher in Kölkebeck in den Rhedaer Bach mündet. Bis zur Franzosenzeit war der Ort eine Bauerschaft in der Vogtei Halle im Amt Ravensberg der Grafschaft Ravensberg. Von 1807 bis 1810 gehörte Künsebeck zum Kanton Halle des Königreichs Westphalen und von 1811 bis 1813 zum Kanton Brockhagen des Königreichs. 1816 kam die Gemeinde Künsebeck zum Kreis Halle der preußischen Provinz Westfalen, in dem sie zum Amt Halle gehörte.
In Künsebeck wurde während des Zweiten Weltkriegs eine Waffenfabrik der Firma Dürkopp mit über 2000 Arbeitsplätzen errichtet.
Mit der Gründung des Kreises Gütersloh am 1. Januar 1973 durch das Bielefeld-Gesetz verlor Künsebeck seine Unabhängigkeit, da die kleineren Gemeinden im Zuge der Umstrukturierung an die Stadt angegliedert wurden. Bekannt wurde Künsebeck durch Kalkabbau. Neben dem Kalkwerk Böckelmann (heutige Kreismülldeponie) und dem noch brennenden Kalkwerk Müller gab es viele kleinere Betriebe. Der Turm (silberner Ludwig) des Müller Kalkwerkes ist zum Wahrzeichen des Dorfes geworden.
In den letzten Jahren hat sich vor allem das Gemeindeleben im Ortsteil Künsebeck sehr stark entwickelt. So engagieren sich viele Bürger seit 1985 (Gründung) / 1987 (Eintragung als Verein) in einer Bürgerinitiative, die Interessengemeinschaft Künsebecker Bürger  (IGKB), um den Stadtteil interessanter zu machen. Die IGKB entwarf und bestückte beispielsweise den Kreisverkehr mit Lok und Loren im Ravenna Park und den Ringofen Platz in der Dorfmitte. Seit 2020 kämpft die Gemeinschaft weiter für einen Nahversorger im Quartier. Im April 2024 wurde ein Lebensmittelgeschäft als Genossenschaft eröffnet. Seit 2013 arbeitet die IGKB in Kooperation mit der Stadt Halle Westfalen, der GEG West und dem Kreis Gütersloh eine Planung für die Nachnutzung der Kreismülldeponie im Ort aus. Hier wurde im September 2023 Eröffnung gefeiert. 2024 feierte die IGKB das erste Festival im Dorf mit dem Titel Rock am Ringofen, welches die Kalkgeschichte des Ortes ins Bewusstsein rufen sollte. Aktuell möchte die IKGB eine Dorfmitte schaffen und setzt sich hier 2030 zum Ziel.
2001 gründet sich die Initiative Künsebecker Bürger. Anlass der Gründung war die anstehende Möglichkeit zur Bürgerbeteiligung bei der Bauleitplanung zum interkommunalen Gewerbe- und Industriegebiet Ravenna Park der Stadt Halle Westfalen. Nach der Eröffnung des ersten Abschnittes (Ravenna I) löste sich die Initiative auf.
Die Stadt Halle Westfalen strebt  eine Industriepark-Erweiterung (Ravenna II) an.

### Sehenswürdigkeiten

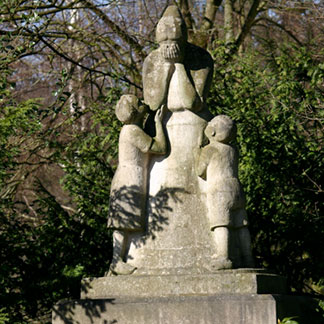
Die weinende Mutter 1922

- Die weinende Mutter, Entwurf von Fritz Schlienkamp | 22. Oktober 1922 / Kriegedenkmal für die Gefallenen 1. Weltkrieg und später 2. Weltkrieg. Regional einzigartig.[3]
- Geschichtspfad, entwickelt von der Interessengemeinschaft Künsebecker Bürger e. V. und dem Museum „Haller Zeiträume“
- Geologischer Gesteinspfad, entwickelt und umgesetzt von der Interessengemeinschaft Künsebecker Bürger von 2021.[4]
- Terra Vita Geheimnis Großer Berg: 2023 als Ausflugsziel eröffnet. Dieses Gelände wurde 10 Jahre lang von einer Gruppe aus Künsebecker, der Stadtverwaltung, des Kreis Gütersloh und der GEG West entwickelt. Rund um den Großen Berg in Halle-Künsebeck lassen sich 145 Millionen Jahre wie im Zeitraffer erleben. Während die Region in der Kreidezeit vom Meer bedeckt war, prägen heute der Kalksteinbruch und die ehemalige Deponie die Landschaft. Seit dem Ende der Müllentsorgung erobert sich die Natur das Gebiet Stück für Stück zurück. Auf den jeweils etwa einen Kilometer langen Steinblick-Route oder Naturblick-Route mit mehreren Themen und Erlebnisstationen erleben die Besucher an insgesamt acht Stationen eine Landschaft im Wandel – und lüften die vielen Geheimnisse des Großen Berges.

### Einwohnerentwicklung
Einwohnerentwicklung in der Zeit als selbständige Gemeinde im Kreis Halle (Westf.). In der Tabelle werden auch die Einwohnerzahlen von 1970 (Volkszählungsergebnis) und 1972 sowie des Ortsteils Künsebeck in den Jahren 2007 und 2011 angegeben.

Bevölkerungsentwicklung in Künsebeck
zwischen 1817 und 1965

| Jahr | Einwohner |
| ---- | --------- |
| 1799 | 0411      |
| 1817 | 0391      |
| 1900 | 0725      |
| 1939 | 1137      |
| 1946 | 2069      |
| 1961 | 2194      |
| 1965 | 2379      |
| 1970 | 3162      |
| 1972 | 2973      |
| 2007 | 3586      |
| 2011 | 3504      |
| 2019 | 3577      |
| 2022 | 3470      |

## Politik
Ergebnis zur Wahl des Rates der Stadt Halle (Westf.) am 13. September 2020 im Wahlbezirk Künsebeck (Angaben in %):
| Wahlbezirk | SPD     | CDU     | Grüne   | STU    | FDP    | UWG     |
| ---------- | ------- | ------- | ------- | ------ | ------ | ------- |
| 17         | 26,70 % | 22,28 % | 31,29 % | Auflö. | 3,91 % | 15,82 % |
| 18         | 33,62 % | 22,31 % | 32,55 % | Auflö. | 4,89 % | 6,60 %  |
| 19         | 19,73 % | 31,14 % | 42,55 % | Auflö. | 1,74 % | 4,84 %  |

## Infrastruktur
- Grundschule Teutoburger Straße aus den 1960er Jahren
- Zwei Kindergärten: Städtische Kindergarten in der Hochstraße und die evangelische Einrichtung in der Teutoburger Straße.
- Mehrere Sportvereine in den Sparten Fußball, Tennis, Minigolf, Gymnastik und Turnen sowie Schach.
- Kläranlage von 1985 mit einer Reinigungsleistung von jährlich 1,6 Millionen m³ Abwasser

## Verkehr
Der Bahnhof Künsebeck liegt an der Bahnstrecke des Haller Willem zwischen Bielefeld und Osnabrück. Der Personennahverkehr wird von der NordWestBahn durchgeführt.
Im Nahverkehr fahren Regiobusse nach Halle (Westf.) und Bielefeld.
Künsebeck liegt an der Landesstraße 756 und besitzt eine eigene Anschlussstelle an der A33. Ebenso teilt seit 31. Oktober 2014 eine Umgehungsstraße den Ort im Süden. Diese dient zur Erschließung des sogenannten Ravenna-Industrieparks. 80 Hektar Industrie, welche sich die Städte Werther (Westf.), Gütersloh und Halle (Westf.) teilen.

## Trivia
Christian Rach drehte eine Folge seiner Sendung Rach, der Restauranttester in Künsebeck in der Cantina Tapas Bar.

## Belege
1. 1 2  Der Kreis Gütersloh: Zahlen | Daten | Fakten 2022. (PDF; 7,34 MB) Abgerufen am 13. November 2022.
2. 1 2  Statistisches Bundesamt (Hrsg.): Historisches Gemeindeverzeichnis für die Bundesrepublik Deutschland. Namens-, Grenz- und Schlüsselnummernänderungen bei Gemeinden, Kreisen und Regierungsbezirken vom 27.5.1970 bis 31.12.1982. W. Kohlhammer, Stuttgart / Mainz 1983, ISBN 3-17-003263-1, S. 322 (Statistische Bibliothek des Bundes und der Länder [PDF; 41,1 MB]).
3. ↑  „Weinende Mutter“ – Kriegerdenkmal. In: Haller Zeiträume. Abgerufen am 13. Oktober 2022 (deutsch).
4. ↑  Geopfad. In: kuenske.de. Abgerufen am 13. Oktober 2022 (deutsch).
5. ↑  Landkreis Halle (Westf.): 1816–1969, 150 Jahre Landkreis Halle (Westf.), S. 132.
6. ↑  Martin Bünermann, Heinz Köstering: Die Gemeinden und Kreise nach der kommunalen Gebietsreform in Nordrhein-Westfalen. Deutscher Gemeindeverlag, Köln 1975, ISBN 3-555-30092-X, S. 99.
7. ↑  Peter Florens Weddigen: Westphälischer historisch-geographischer National-Kalender. Kleinenbremen 1805, § 2 Das Amt Ravensberg, S. 91 (google.de).
8. ↑  Kreis Gütersloh – Zahlen-Daten-Fakten. In: kreis-guetersloh.de. Abgerufen am 1. September 2021.